# Oermingen
Oermingen é uma comuna francesa na região administrativa de Grande Leste, no departamento Baixo Reno. Estende-se por uma área de 14,61 km². Em 2010 a comuna tinha 1 237 habitantes (densidade: 84,7 hab./km²).